# 伏特加 (馬)
伏特加（日語：ウオッカ），是日本純種競賽馬匹。主要勝出賽事包括東京優駿、安田紀念賽（兩屆）、維多利亞一哩賽、日本盃、秋季天皇賞等。不但是1944年以來首匹勝出東京優駿的雌馬，而且兩度當選為日本馬王，並於2011年被選爲日本中央競馬會殿堂馬。

## 出賽前
2004年4月4日出生於北海道新日高町Country牧場出生，並由牧場經營者之一谷水雄三擁有。
其後交由栗東訓練中心練馬師角居勝彥訓練。

## 競賽生涯

### 2歲
2006年10月29日出戰京都競馬場2歲新馬戰，由鮫島克也策騎下以3 1/2馬位優秀輕鬆勝出。
相隔兩星期後出戰條件賽黃梅賞，改配四位洋文下跑獲第二。
其後出戰一級賽阪神兩歲牝馬錦標，在比賽中率先超越領放的真弓快車，跑出平日本2歲馬1600米紀錄的1分33秒1時間下取得首個一級賽冠軍。
年末，由於其奪得日本JRA賞2006年度最佳兩歲雌馬的榮譽。

### 3歲
2007年首戰爲公開賽妖精錦標，於其中輕鬆取得第一。
其後出戰三級賽鬱金香賞，於其中發揮優秀的速度擊敗大和赤驥，雖然僅拉開1 1/2馬位優勢，但是兩馬將季軍馬帶離6個馬位之多。
4月8日角逐一級賽櫻花賞，在直路與大和赤驥爭勝時末段乏力，跑第二而回。
完成櫻花賞後陣營一個非常大膽的決定，不讓伏特加出戰優駿牝馬（日本橡樹大賽），反而押後一個星期角逐東京優駿（日本打吡），首次在分級賽與雄駒較量。伏特加只是賽事中的第四熱門，然而賽事中發揮凌厲的後勁，結果以3個馬位優勢勝出，成為64年以來首匹勝出東京優駿的雌馬。

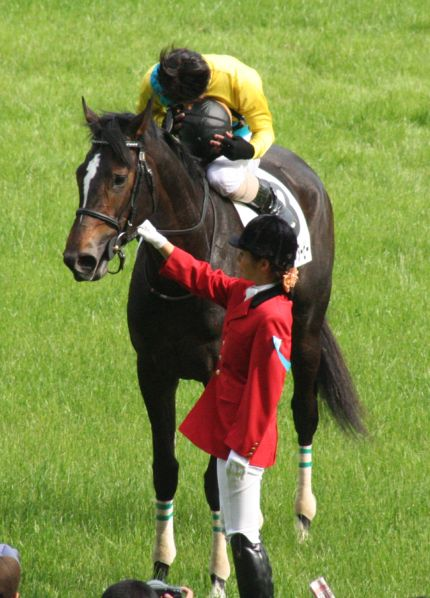
策騎伏特加騎師四位洋文勝出東京優駿後，向貴賓席的親王（今天皇）德仁敬禮。

其後出戰寶塚紀念，首次挑戰較年長的馬匹，在賽事中只負51公斤，並成為賽事中的大熱門。但於比賽中全程只能留守在中團位置，進入直路後未能發力之下，只得第九。
入秋後原定遠征法國出戰凱旋門大賽，並以紅寶錦標作熱身，但於其腳部出現問題下只好取消遠征計劃停留國內。
10月14日出戰秋華賞，雖然於直路轟出優秀的末腳速度，但仍然未能贏過大和赤驥及Rain Dance得第四。
11月11日準備角逐女皇伊利沙伯二世紀念盃，但於比賽日當天賽會發現馬匹不良於行，因而著令其退出賽事。
其後因恢復程度良好而出戰日本盃，雖然於直路上顯示出凌厲後勁衝出，但在終點前轉趨力弱最終跑獲第四。
伏特加角逐有馬紀念，賽前馬迷投票排行第一，成為史上第一匹得票最多的三歲雌馬。比賽中受到慢步速的影響，全段困在後方，只得第十一名。
在年終舉行的JRA賞中，最佳3歲雌馬被大和赤驥取得，而伏特加奪得特別獎。

### 4歲
踏入2008年，伏特加第一場賽事京都紀念賽，被捧成次熱門，但是賽事表現一般僅獲第六。
但其後按原定計劃遠征阿聯酋，出戰杜拜詩栢馬場舉行的杜拜免稅店盃。比賽途中跑出不俗的表現成功於直路衝出加速，但於最後關頭再度力弱未能保持衝刺，最終以第四完賽。
回國後出戰維多利亞一哩賽，再次捧成大熱門。比賽途中保持於後方位置等待時機，進入直路後爆發全場最快末腳之下取得領先，然而此時處於後方的亞洲之風突然衝出，最終其招架不住對手的進擊下飲恨落敗。
6月8日出自安田紀念，由於主戰騎師武豐算𧦠策騎鈴鹿鳳凰，由岩田康誠代打策騎。比賽開始後伏特加成功從馬群中率先帶出，以3個馬位之差擊敗其他對手，取得第三項一級賽勝利。
相隔四個月後，以每日王冠作為熱身，再次成為大熱門，比賽伏特加獨自帶出，轉直路後一度帶出多個馬位，最後不敵超級黃蜂後上奪亞。
其後出戰秋季天皇賞，再度與大和赤驥碰頭，結果兩馬幾乎同時間過終點，經相片判斷後，伏特加以鼻位壓過對手取勝，並以1分57秒2打破2000米場地紀錄時間。
11月30日出戰日本盃，於步速頗慢的賽事中其僅能整持均速，最終跑獲一席季軍。
在JRA賞中伏特加成為了JRA賞年度代表馬以及最佳年長雌馬，亦是繼1997年氣槽以來首匹成為年度代表馬的雌馬。

### 5歲

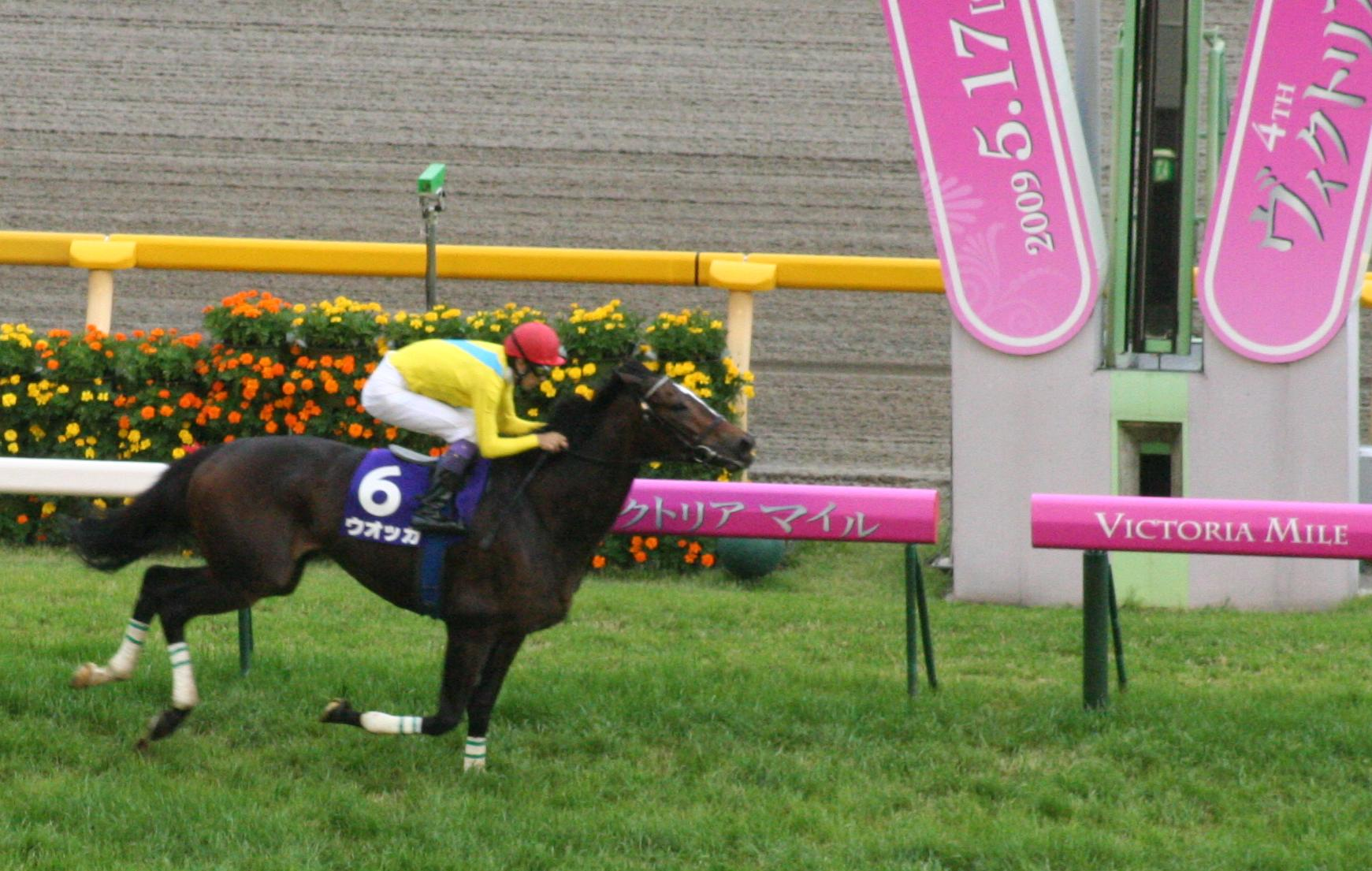
伏特加勝出維多利亞一哩賽。

2009年首戰爲杜拜免稅店盃前哨戰傑貝哈特錦標，於其中獲得第二。
其後按照計劃杜拜免稅店盃，比賽初段神勇鬥士選擇領放帶離其他馬匹，而伏特加一直跟在第二位追趕，轉直路時力弱被其他馬趕過跑第七而回。
返回後日本角逐維多利亞一哩賽，再度成為大熱門，伏特加在直路順利帶出，過終點時已帶離亞軍馬美妙黛西七個馬位之多。
三星期後角逐安田紀念賽，轉至直路時曾經被困，約最後100米找到空位，挑戰率先突圍的天空深處並超越對手，成功衛冕此賽事。
完成維多利亞一哩賽後於寶塚紀念的投票中成為票王，雖然陣營已替其報名，但最終仍然決定讓馬匹放草因而避戰。
10月11日再次返回賽場，角逐每日王冠，獨贏賠率僅得1.3倍，與去年一樣採取領放戰略，在直路沒有鬆懈一直一馬當先，可惜最後200米結伴行開始發力，一口氣超越伏特加取勝，屈居亞軍。
11月1日出戰秋季天皇賞，成為大熱門，跟在前放，在直路部份前領馬乏力，伏特加受到影響，成功找出空位時，結伴行及銀幕英雄帶出，伏特加追上對手，可惜最後衝刺時乏力，只能奪季。
11月29日角逐日本盃，賽事前有關方面決定由李慕華策騎。起步後守在第四、五位，在直路開始帶出，最終受到功夫巨星的威脅，兩馬幾乎過終點，經相片判斷後，伏特加以2厘米之差擊敗功夫巨星，爲繼1989年的好利時後，首匹勝出日本盃的雌馬。
其後陣營原定有意安排其角逐有馬紀念，但於日本盃賽後證實流鼻血而被日本中央競馬會罰停賽一個月，最終無緣有馬紀念。
在JRA賞的投票上，除了成為最佳年長雌馬外，在日本馬王的投票中，雖然有四匹馬奪得票數，但是伏特加以壓倒性的票數成為馬王，繼大震撼後成為連續兩年奪得日本馬王獎項的馬匹。
12月8日練馬師角居勝彥宣佈角逐2010年3月舉行的杜拜世界盃。

### 6歲
2010年是伏特加最後一年的競賽生涯，年度首戰爲杜拜超級星期四賽馬日舉行的麥通第三輪挑戰賽，比賽初段其嘗試跟前但未能貼欄推進，因而轉彎時被迫堆在外疊，最終進入直路後反應一般，失速墮後到第八位完成賽事。
其後原定角逐杜拜世界盃及同時亦報名角逐杜拜免稅店盃，但麥通第三輪挑戰賽賽後再度被證實流鼻血，陣營考慮其身體狀況下決定安排其退役。

### 詳細賽績
| 日期       | 舉辦國家 | 馬場 | 距離     | 級別   | 賽事名稱           | 負重 | 騎師     | 馬號 | 出馬 | 名次 | 時間     | 頭馬（二馬）   |
| ---------- | -------- | ---- | -------- | ------ | ------------------ | ---- | -------- | ---- | ---- | ---- | -------- | -------------- |
| 29/10/2006 | 日本     | 京都 | 草1600   |        | 2歲新馬            | 54   | 鮫島克也 | 4    | 13   | 1    | 1:35.0   | （Lace Doll）  |
| 12/11/2006 | 日本     | 京都 | 草1800   |        | 黃梅賞             | 54   | 四位洋文 | 2    | 8    | 2    | 1:49.5   | Meiner Soliste |
| 3/12/2006  | 日本     | 阪神 | 草1600   | GI     | 阪神兩歲牝馬錦標   | 54   | 四位洋文 | 2    | 18   | 1    | 1:33.1   | （真弓快車）   |
| 3/2/2007   | 日本     | 京都 | 草1600   | OP     | 妖精錦標           | 56   | 四位洋文 | 9    | 9    | 1    | 1:33.7   | （西野採珠）   |
| 3/3/2007   | 日本     | 阪神 | 草1600   | JpnIII | 鬱金香賞           | 54   | 四位洋文 | 11   | 16   | 1    | 1:33.7   | （大和赤驥）   |
| 8/4/2007   | 日本     | 阪神 | 草1600   | JpnI   | 櫻花賞             | 55   | 四位洋文 | 14   | 18   | 2    | 1:33.9   | 大和赤驥       |
| 27/5/2007  | 日本     | 東京 | 草2400   | JpnI   | 東京優駿           | 55   | 四位洋文 | 3    | 18   | 1    | 2:24.5   | （淺草皇帝）   |
| 24/6/2007  | 日本     | 阪神 | 草2200   | GI     | 寶塚紀念           | 51   | 四位洋文 | 2    | 18   | 8    | 2:14.0   | 賞月           |
| 14/10/2007 | 日本     | 京都 | 草2000   | JpnI   | 秋華賞             | 55   | 四位洋文 | 16   | 18   | 3    | 1:59.1   | 大和赤驥       |
| 11/11/2007 | 日本     | 京都 | 草2200   | GI     | 女皇伊利沙伯二世盃 | 54   | 四位洋文 | 3    | 13   | 退賽 | 退賽     | 大和赤驥       |
| 25/11/2007 | 日本     | 京都 | 草2400   | GI     | 日本盃             | 53   | 四位洋文 | 11   | 18   | 4    | 2:24.9   | 賞月           |
| 23/12/2007 | 日本     | 中山 | 草2500   | GI     | 有馬紀念           | 53   | 四位洋文 | 16   | 15   | 11   | 2:35.7   | 梵高藝展       |
| 23/2/2008  | 日本     | 京都 | 草2200   | GII    | 京都紀念           | 56   | 四位洋文 | 16   | 16   | 6    | 2:13.9   | 喜氣滿盈       |
| 29/3/2008  | 阿聯酋   | 詩栢 | 草1777   | GI     | 杜拜免稅店盃       | 55   | 武豐     | 12   | 16   | 4    | 紀錄缺失 | 精闢圖像       |
| 18/5/2008  | 日本     | 東京 | 草1600   | JpnI   | 維多利亞一哩賽     | 55   | 武豐     | 9    | 18   | 2    | 1:33.8   | 亞洲之風       |
| 8/6/2008   | 日本     | 東京 | 草1600   | GI     | 安田紀念           | 56   | 岩田康誠 | 5    | 18   | 1    | 1:32.7   | （好利威）     |
| 12/10/2008 | 日本     | 東京 | 草1800   | GII    | 每日王冠           | 57   | 武豐     | 3    | 16   | 2    | 1:44.6   | 超級黃蜂       |
| 2/11/2008  | 日本     | 東京 | 草2000   | GI     | 秋季天皇賞         | 56   | 武豐     | 14   | 17   | 1    | 1:57.2   | （大和赤驥）   |
| 30/11/2008 | 日本     | 東京 | 草2400   | GI     | 日本盃             | 55   | 岩田康誠 | 4    | 17   | 3    | 2:25.7   | 銀幕英雄       |
| 5/3/2009   | 阿聯酋   | 詩栢 | 草1777   | GII    | 傑貝哈特錦標       | 57.5 | 武豐     | 7    | 16   | 5    | 1:49.18  | 希臘寶馬       |
| 28/3/2009  | 阿聯酋   | 詩栢 | 草1777   | GI     | 杜拜免稅店盃       | 55   | 武豐     | 3    | 16   | 7    | 1:48.25  | 神勇鬥士       |
| 17/5/2009  | 日本     | 東京 | 草1600   | GI     | 維多利亞一哩賽     | 55   | 武豐     | 6    | 18   | 1    | 1:32.4   | （美妙黛西）   |
| 7/6/2009   | 日本     | 東京 | 草1600   | GI     | 安田紀念           | 56   | 武豐     | 3    | 18   | 1    | 1:33.5   | （天空深處）   |
| 11/10/2009 | 日本     | 東京 | 草1800   | GII    | 每日王冠           | 57   | 武豐     | 6    | 14   | 2    | 1:45.5   | 結伴行         |
| 1/11/2009  | 日本     | 東京 | 草2000   | GI     | 秋季天皇賞         | 56   | 武豐     | 7    | 18   | 3    | 1:57.5   | 結伴行         |
| 29/11/2009 | 日本     | 東京 | 草2400   | GI     | 日本盃             | 55   | 李慕華   | 5    | 18   | 1    | 2:22.4   | （功夫巨星）   |
| 4/3/2010   | 阿聯酋   | 美丹 | 膠沙2000 | GII    | 麥通第三輪挑戰賽   | 56   | 李慕華   | 8    | 14   | 8    | 紀錄缺失 | 紅色夢想       |

## 退役後
2011年，伏特加被選出爲日本中央競馬會第28匹殿堂馬，在186票中取得157票。
退役後，伏特加成爲了繁殖雌馬，於愛爾蘭阿迦汗三世Stud休養，於2010年進行配種。首匹子嗣Volare於2011年出生，可於2013年出賽。
2019年3月10日，其於英國的馬房內出現異常，經過檢查後發現右後腳第三趾骨粉碎性骨折。雖然其醫療團隊爲其施行手術且成功，但其於休養途中兩隻後腳均出現蹄葉炎症狀，最終判定無法康復之下，其於4月1日被施以安樂死，享年15歲。

### 詳細繁殖資料
| 數目   | 馬名             | 出生年 | 性別 | 父系     | 練馬師                                         | 馬主                 | 戰績                           |
| ------ | ---------------- | ------ | ---- | -------- | ---------------------------------------------- | -------------------- | ------------------------------ |
| 第一匹 | Volare           | 2011   | 雄   | 海都之星 | 栗東・角居勝彥                                 | 谷水雄三             | 2戰0冠0亞0季（登錄取消・死亡） |
| 第二匹 | Case by Case     | 2012   | 雌   | 海都之星 | 栗東・角居勝彥                                 | 谷水雄三             | 6戰0冠1亞1季（退役・繁殖）     |
| 第三匹 | Tanino Urban Sea | 2013   | 雌   | 海都之星 | 栗東・角居勝彥 →栗東・中竹和也                 | 谷水雄三             | 19戰4冠5亞2季（退役・繁殖）    |
|        | （受胎失敗）     |        |      | 范高爾   |                                                |                      |                                |
| 第四匹 | Tanino Frankel   | 2015   | 雄   | 范高爾   | 栗東・角居勝彥 →栗東・中竹和也 →栗東・角居勝彥 | 谷水雄三             | 26戰4冠2亞3季（退役・種馬）    |
| 第五匹 | Tanino Mission   | 2016   | 雌   | 志氣高   | 栗東・中竹和也 →栗東・角居勝彥                 | 谷水雄三             | 18戰1冠2亞1季（退役・繁殖）    |
| 第六匹 | Seven Pockets    | 2017   | 雄   | 范高爾   | 英國・韋利安                                   | 谷水雄三 →Mrs Varian | 10戰2冠0亞1季（退役・種馬）    |
|        | （未配種）       |        |      |          |                                                |                      |                                |
| 第七匹 | Frannka          | 2019   | 雌   | 范高爾   |                                                |                      | （未出戰・繁殖）               |

## 血統簡介
父系谷野美酒是1999年出生的日本馬匹，曾勝出東京優駿，亦在多場一級賽事中上名，因傷退役在社台牧場配種且子嗣成績不俗，其餘成績較好的馬匹有絕頂良駒以及笑臉傑克。祖父百仁時間爲美國賽駒，曾勝出當地二級賽，退役後在日本配種，和週日寧靜及東來兵被一同稱爲改變日本賽馬的三匹種馬。
母系Tanino Sister在1993年出生，在日本出賽33次取得5捷，勝出距離為1200-1400米，目前誕下七駒，其中五駒取勝。外祖父Rousillion是美國出生的英國賽駒，曾勝出薩塞斯錦標及隆尚教堂大賽等重要賽事，亦曾誕下墨爾本盃冠軍馬匹。

### 血統表
| 父線：雷弼圖系（Hail to Reason系）    |                               |                 |                  |
| 種馬 谷野美酒 1999年（棗色）          | 百仁時間 1985年（深棗色）     | 雷弼圖          | Hail to Reason   |
| 種馬 谷野美酒 1999年（棗色）          | 百仁時間 1985年（深棗色）     | 雷弼圖          | Breamalea        |
| 種馬 谷野美酒 1999年（棗色）          | 百仁時間 1985年（深棗色）     | Kelley's Day    | Graustark        |
| 種馬 谷野美酒 1999年（棗色）          | 百仁時間 1985年（深棗色）     | Kelley's Day    | Golden Trail     |
| 種馬 谷野美酒 1999年（棗色）          | Tanino Crystal 1988年（栗色） | Crystal Palace  | Caro             |
| 種馬 谷野美酒 1999年（棗色）          | Tanino Crystal 1988年（栗色） | Crystal Palace  | Hermieres        |
| 種馬 谷野美酒 1999年（棗色）          | Tanino Crystal 1988年（栗色） | Tanino Sea-Bird | Sea-Bird         |
| 種馬 谷野美酒 1999年（棗色）          | Tanino Crystal 1988年（栗色） | Tanino Sea-Bird | Flaxen           |
| 繁殖雌馬 Tanino Sister 1993年（栗色） | Rousillon 1981年（深棗色）    | 河人            | Never Bend       |
| 繁殖雌馬 Tanino Sister 1993年（栗色） | Rousillon 1981年（深棗色）    | 河人            | River Lady       |
| 繁殖雌馬 Tanino Sister 1993年（栗色） | Rousillon 1981年（深棗色）    | Belle Dorine    | Marshua's Dancer |
| 繁殖雌馬 Tanino Sister 1993年（栗色） | Rousillon 1981年（深棗色）    | Belle Dorine    | Palsy Walsy      |
| 繁殖雌馬 Tanino Sister 1993年（栗色） | Energy Tosho 1987年（棗色）   | Tosho Boy       | Tesco Boy        |
| 繁殖雌馬 Tanino Sister 1993年（栗色） | Energy Tosho 1987年（棗色）   | Tosho Boy       | Social Butterfly |
| 繁殖雌馬 Tanino Sister 1993年（栗色） | Energy Tosho 1987年（棗色）   | Cornice Tosho   | Dandy Lute       |
| 繁殖雌馬 Tanino Sister 1993年（栗色） | Energy Tosho 1987年（棗色）   | Cornice Tosho   | Rose Tosho       |
| 雌系：號族：3-l                       |                               |                 |                  |
| 五代內近親交配：Graustark 4×5         |                               |                 |                  |

## 命名由來
名字Vodka（ウオッカ）出自一種流行於東歐及北歐的同名蒸餾酒，聯想自父系谷野美酒的名字。

## 外部連結
- 血統表 （页面存档备份，存于）
- netkeiba賽績資料 （页面存档备份，存于）